# Замок Коммарк
Замок Коммарк (фр. Château de Commarque) — замок во Франции в департаменте Дордонь на территории коммуны Ле-Эзи-де-Тайак-Сирёй, построенный на скалистом утёсе в глубине долины реки Бён (фр.). На месте древнего каструма, внутри крепостного пояса укреплений, расположен замок, часовня и жилища представителей родственной знати.
Он расположен напротив замка Лоссель, стоящего на противоположном берегу Бёни, который в Средние века был занят англичанами.
К замку ведёт мощёная щебнем дорога, от которой необходимо подняться по тропинке примерно 600 метров через лес. По причине сильной труднодоступности замка его также называют «забытой крепостью».
С 1943 года замок классифицирован как национальный исторический памятник. Посещение возможно.

## История
Основанный в XII веке по требованию аббата Сарла, замок Коммарк, изначально имевший простую деревянную башню, должен был сдерживать амбиции сеньоров Бейнак на власть в регионе, а также защитить долину, где пересекались два важных торговых пути: дорога из Перигё в Каор и дорога из Брива в Бержерак. В XII веке здесь находилось поселение, донжон с жилыми помещениями, часовня и жилые дома в виде башен; этот комплекс известен под именем «каструм Коммарк».
После того как замок попал во владение семьи Бейнак, постепенно деревянную башню заменили на каменный донжон, который многократно надстраивали, в частности в 1380 году. После этого в господском донжоне обосновались Бенаки, местные сеньоры. В дальнейшем здесь построили несколько дополнительных башен, в каждой были предусмотрены жилые помещения. В домах-башнях размещались члены мелких родственных семей, в том числе: Коммарки, Сандриё, Гондрикс, Ла-Шапель и другие. Каждый дом-башня имел огороженный участок, отдельный подступ и ров.
В эпоху Столетней войны Бенаки оставались верными союзниками французской короны. Тем не менее в 1406 году англичане заняли замок и удерживали его несколько лет. Именно в этот период начался закат рода Бенаков. В начале 1500-х годов члены древних родственных фамилий покинули каструм Коммарк.
Ещё позже, в 1569 году, каструм был снова захвачен, на этот раз католиками в ходе религиозных войн. Именно в это время в замке обрушился большой сводчатый зал.
Ги де Бенак (фр. Guy de Beynac), последний владелец замка Коммарк, скончался в его стенах в 1656 году. В XVIII веке замок покинули окончательно. Спустя век, замок был разрушен.
В 1968 году полностью заросшую площадку и развалины замка купил Юбер де Коммарк. Он начал укреплять повреждённые части, а начиная с 1994 года было выполнено несколько реставрационных проектов. В течение нескольких лет на объекте проводились археологические исследования.

## Упоминания в литературе
Действие нескольких романов французского писателя Робера Мерля разворачивается в этом месте. В частности, в романе «Мальвиль» рассказывается о небольшой группе людей, уцелевших в Перигоре после ядерной войны; в серии исторических романов «Fortune de France» автор описал сопротивление группы гугенотов в период французских религиозных войн.

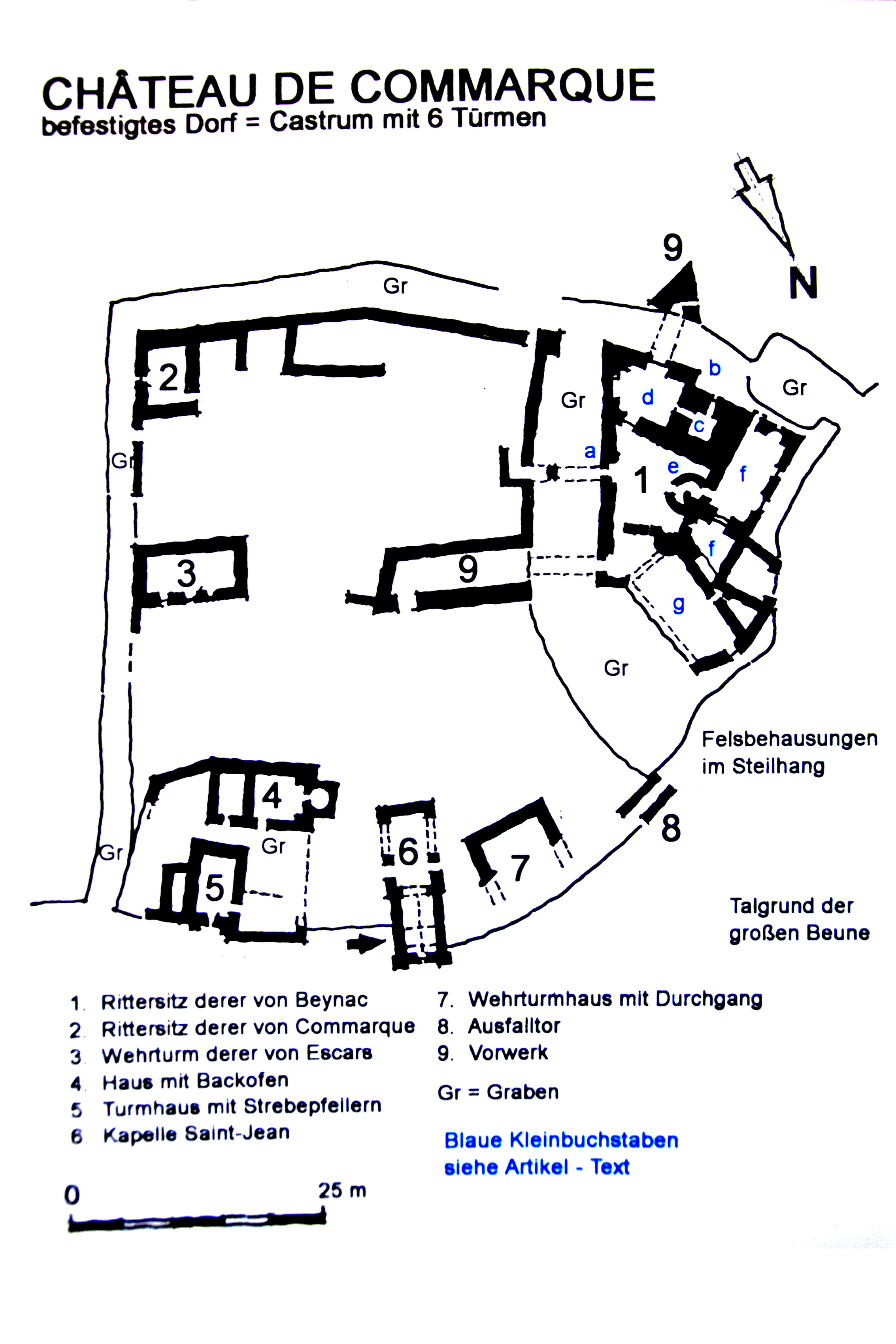
1. Дом Бейнаков; 2. Дом Коммарков; 3. Башня Escars; 4. Дом с печью; 5. Дом у башни; 6. Часовня Сен-Жан; 7. Башня с переходом; 8. Ворота; 9. Равелин; gr = рвы
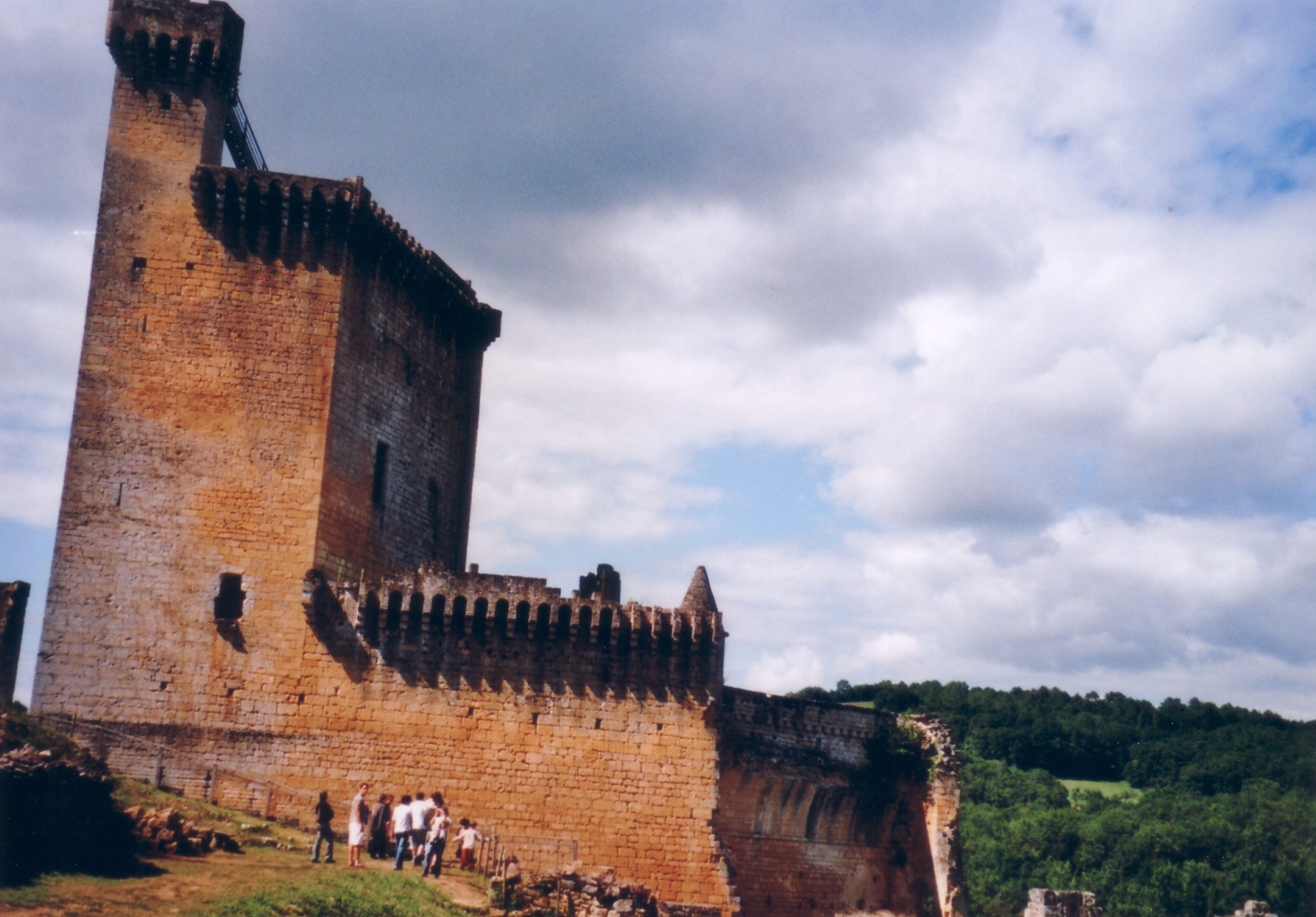
Господский донжон
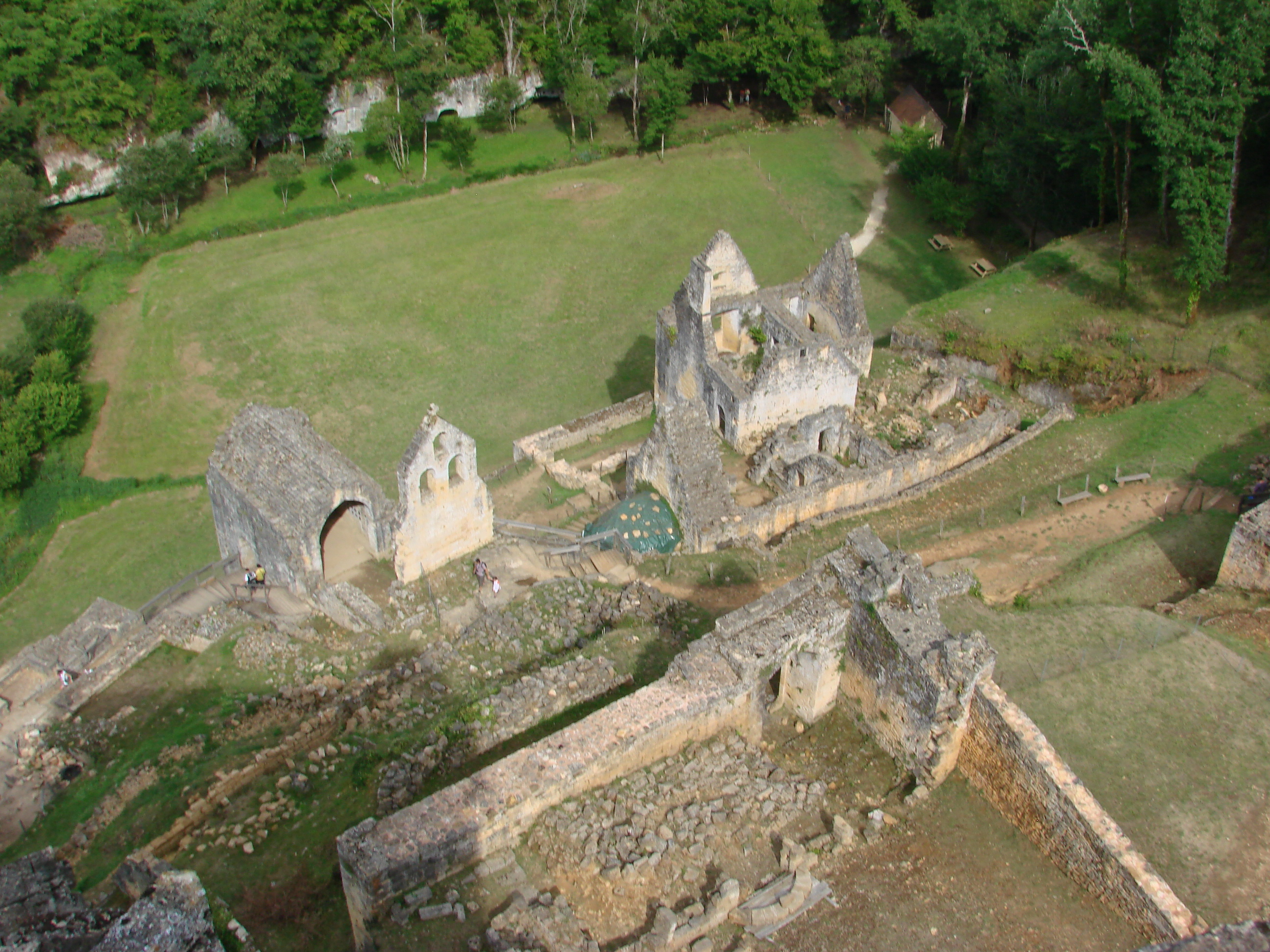
Часовня Сен-Жан с обвалившейся серединой (6) и дом с печью (4)
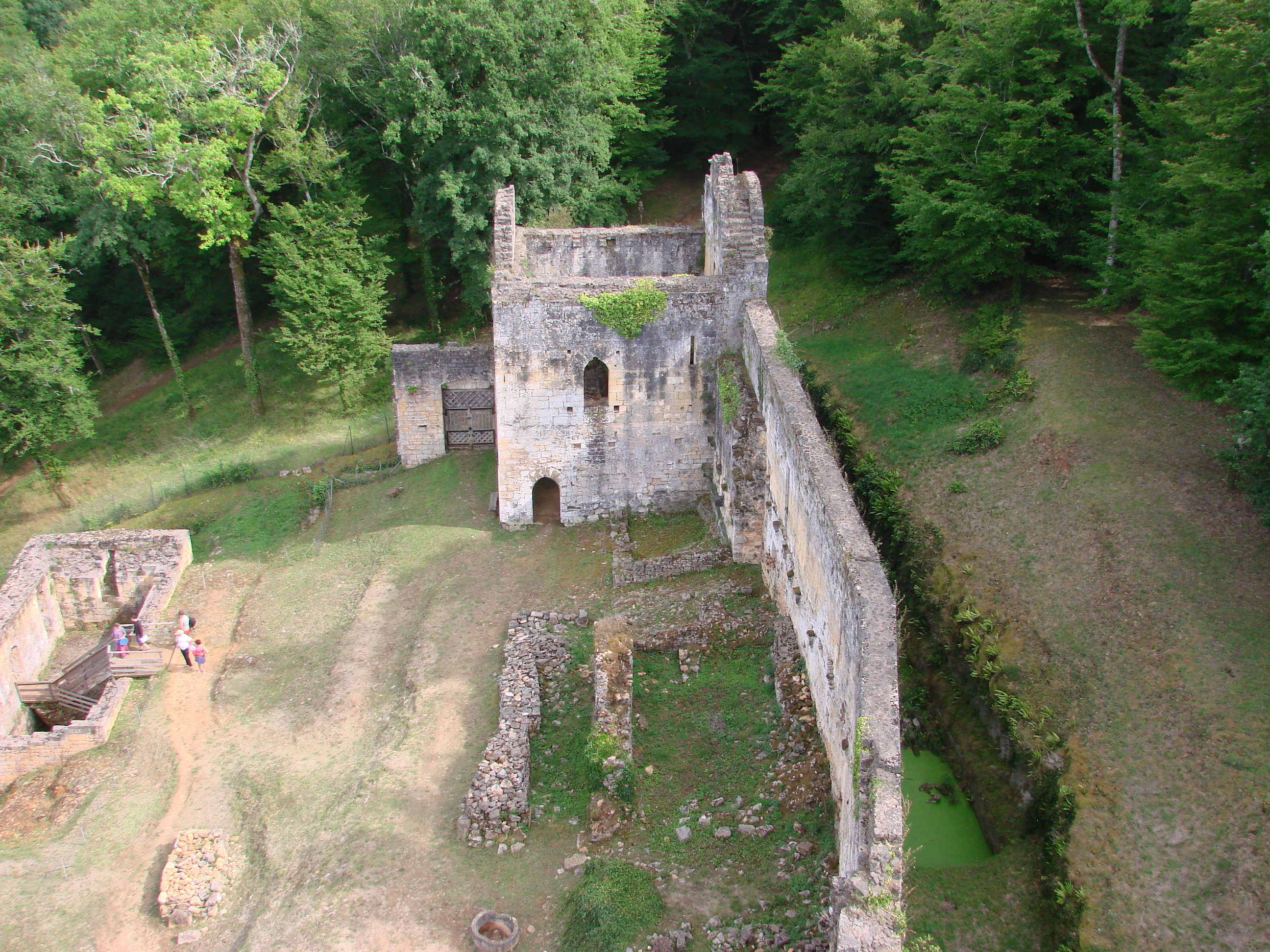
Дом Коммарков с остатками башни Escars (3)